# Ministeri de Marina d'Espanya

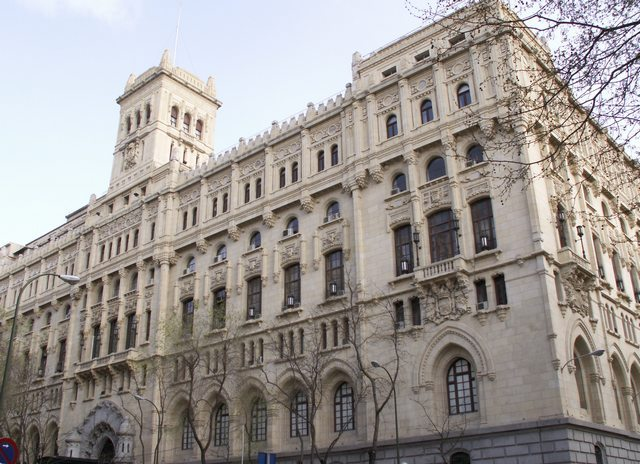
La Caserna General de l'Armada, antiga seu de l'extint Ministeri de Marina, al Passeig del Prado de Madrid.

El Ministeri de Marina d'Espanya era el departament ministerial encarregat de l'Armada a Espanya, i va existir en diverses èpoques de la història, l'última entre 1939 i 1977.
Procedent del Despatx de Marina, que va canviar de nom després del Reial decret de 20 de setembre de 1851, fou eliminat dues vegades. Va ser restaurat pel general insurrecte i dictador Francisco Franco a la fi de la Guerra Civil Espanyola el 1939 per Llei de 8 d'agost de 1939, l'organització del qual i funcions van quedar delimitades per Decret d'1 de setembre de 1939.
Va existir fins a 1977, any en què es va suprimir amb el RD 1558/77, de 4 de juliol, quan el president del govern Adolfo Suárez va crear el Ministeri de Defensa, que va integrar els ministeris de l'Aire, Exèrcit i Marina, durant la Transició política, després de les primeres eleccions generals.

## Edifici
En un primer moment el Ministeri de Marina va tenir la seu al Palau de Godoy, juntament amb els Ministeris d'Hisenda, Justícia i Guerra, per la qual cosa aquest palau era conegut com a Casa dels Ministeris. No obstant això, quan va arribar el segle xx l'edifici era en estat ruïnós.
Per això la seu del Ministeri de Marina va passar a ser l'edifici al Passeig del Prado de Madrid, construït entre 1925 i 1928, en terrenys pertanyents als Jardins del Buen Retiro, i que després va ser convertida en la Caserna General de l'Armada. Part de les instal·lacions són ocupades pel Museu Naval de Madrid.

## Història

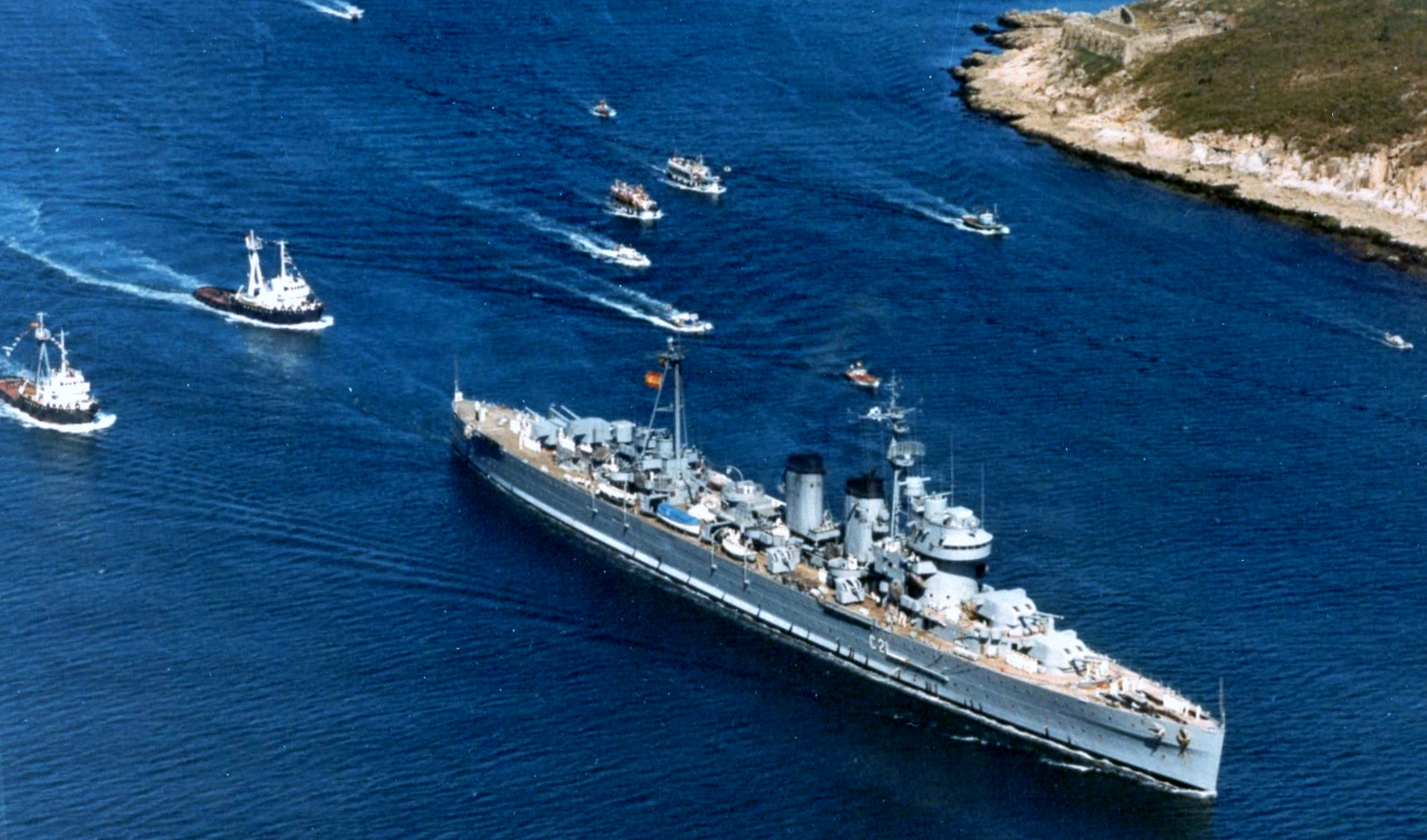
El creuer Canarias va ser el vaixell insígnia de l'Armada espanyola fins a la seva baixa, el 1975.

El Reial decret de 20 de setembre de 1851 va rebatejar les Secretaries d'Estat i Despatx, en Ministeris. La cartera de Marina es va mantenir en la II República amb les seves competències tradicionals, excepte durant el govern de Largo Caballero quan va dir-se Ministeri de Marina i Aire. Després va fusionar amb el de Guerra per crear el Ministeri de Defensa.
Després de la Guerra Civil Espanyola va ser restaurat. Fins al 4 de juliol de 1977 el franquisme va mantenir tres carteres ministerials per dirigir les Forces Armades: Ministeri de l'Exèrcit, Ministeri de Marina i Ministeri de l'Aire. Aquesta distribució li resultava interessant a Franco per coordinar un dels pilars del seu règim, el militar. D'aquesta forma cada ministeri regia l'Exèrcit de Terra, l'Armada i l'Exèrcit de l'Aire, i donava al seu gabinet amb els tres ministeris una destacada presència militar.
Després de la Guerra Civil, les Forces Armades Espanyoles van estar molt mal organitzades i encara menys preparades per a cap altra acció que no fos reprimir insurreccions locals. Així, els militars enaltien les virtuts del cavall enfront dels carros de combat i el valor enfront de l'equipament. Aquesta situació formava part de la política del règim: un exèrcit modern, ben format i entrenat, requeria el contacte amb nacions democràtiques,una cosa que pdoria ser perillosa per al règim. Durant anys van calar profund en les F.A. frases com la pronunciada per Franco que, davant el perill d'invasió, els espanyols tenien el cor i el cap per oposar-se als avions, carros de combat, destructors i cuirassats… en el fons anhelaven l'equipament d'altres nacions.
D'altra banda, les possibilitats de posseir tecnologia punta internament eren molt escasses, i més àdhuc en l'exterior, ja que només en explicades ocasions Espanya tenia accés a armes i sistemes d'armes relativament moderns. Aquestes dues causes feien que Espanya comptés amb una armada molt obsoleta, des del punt de vista dels estàndards europeus.
La situació va millorar gradualment a mitjan anys 50, quan la pressió d'altres països per mantenir Espanya aïllada va minvar. Així el 1954, en la cúpula de la dictadura franquista ja se sospitava que les nacions occidentals i especialment els Estats Units necessitaven Espanya en la Guerra Freda i els permetrien adquirir i construir armament modern, a més d'oferir-li facilitats financeres.
Fins als anys 50, els vaixells de l'Armada Espanyola tenien una tecnologia similar a la de les armades de la Segona Guerra Mundial. El mateix succeïa amb els avions de l'Exèrcit de l'Aire Espanyol.
L'any 1953, en plena guerra freda, davant el perill d'un atac soviètic contra els Estats Units pel Mediterrani, els governs d'Espanya i dels Estats Units van signar uns acords per a instal·lar bases nord-americanes a Espanya, sota pavelló espanyol i amb algunes zones exclusives per a cada nació, diverses bases d'utilització conjunta hispà-nord-americana, en les quals els contactes entre militars espanyols i nord-americans van ser continus. Arran d'aquests acords, es van modernitzar uns trenta vaixells de l'armada espanyola. A més, des de 1954, els Estats Units van prestar a l'Armada espanyola una sèrie de vaixells de la qual la majoria, havia de recollir els marins espanyols en ports nord-americans. Al mateix temps, l'Exèrcit de l'Aire va començar a rebre avions moderns. Així, en la dècada dels 50 arriben els Grumman Albatros, els Sabre i els T-33, entre d'altres, En els anys 60 va arribar el torn dels Starfighter i els Caribou, i en els 70 dels Phantom i F-5. El lliurament d'aquests vaixells i avions es va fer majoritàriament als Estats Units, on també es van fer els cursos d'ensinistrament per capacitar els militars espanyols en l'ocupació d'aquestes noves armes, el que va implicar estades als Estats Units de mesos, i en alguns casos, de més d'un any.
Aquests contactes, al costat de la naturalesa mateixa de l'activitat naval i aèria, que implica el contacte amb l'exterior, va fer que aviadors i marins espanyols adquirissin un bon nivell tecnològic i es convencessin que les programacions i plans a llarg termini, així com un desenvolupament militar autònom, eren una necessitat.
En 1964 va néixer el PLANGENAR, que va estar vigent fins a mitjan 80, després de la seva última revisió de 1976.

## Ministres titulars i interins
La cartera del Ministeri de Marina va estar ocupada pels següents ministres (s'exclouen els ocasionals i substitucions):

### Josep I, Ferran VII i Isabel II
- Francisco Gil de Taboada (1 de març de 1808-2 de juny de 1808)[13]
- Antonio de Escaño (15 d'octubre de 1808–10 de gener de 1810)[13]
- Gabriel Siscar i Siscar (31 de gener de 1810–1 de novembre de 1810)[13]
- José de Mazarredo y Salazar (2 de juny de 1808–29 de juliol de 1812)[13]
- Gonzalo O'Farrill y Herrera (29 de juliol de 1812–27 de juny de 1813)[13]
- José Vázquez de Figueroa (23 de juny de 1812–18 d'abril de 1813)[13]
- Francisco de Paula Ossorio Vargas (18 d'abril de 1813–29 de maig de 1814)[13]
- Luis María Salazar y Salazar (29 de maig de 1814–27 de gener de 1816)[13]
- José Vázquez de Figueroa (27 de gener de 1816–14 de setembre de 1818)[13]
- Baltasar Hidalgo de Cisneros (14 de setembre de 1818–13 de juny de 1819)[13]
- José María Alós Mora (13 de juny de 1819–9 de març de 1820)[13]
- Luis María Salazar y Salazar (9 de març de 1820–6 d'abril de 1820)[13]
- Juan Jabat Aztal (6 d'abril de 1820–2 de març de 1821)[13]
- Diego Méndez de la Vega Infanzón (2 de març de 1821–4 de març de 1821)[13]
- Francisco de Paula Escudero (4 de març de 1821–18 de gener de 1822)[13]
- Francisco de Paula Ossorio Vargas (18 de gener de 1822–28 de febrer de 1822)[13]
- Jacinto Romarate Salamanca (28 de febrer de 1822–5 d'agost de 1822)[13]
- Dionisio Capaz Rendón (5 d'agost de 1822–28 de febrer de 1823)[13]
- Ramón Lorenzo Romay Jiménez de Cisneros (28 de febrer de 1823–20 d'abril de 1823)[13]
- Antonio Campuzano (15 de maig de 1823–18 de maig de 1823)[13]
- Francisco De Paula Ossorio Vargas (18 de maig de 1823–30 de setembre de 1823)[13]
- Luis María Salazar y Salazar (27 de maig de 1823–15 d'octubre de 1832)[13]
- Francisco Javier de Ulloa y Remírez de Laredo (15 d'octubre de 1832–25 de març de 1833)[13]
- José Raúl Tijerina de la Santa Cruz (25 de març de 1833–16 de novembre de 1833)[13]
- Antonio Remón Zarco del Valle y Huet (16 de novembre de 1833–15 de gener de 1834)[13]
- José Vázquez de Figueroa (15 de gener de 1834–13 de juny de 1835)[13]
- Miguel Ricardo Álava Esquivel (13 de juny de 1835–28 d'agost de 1835)[13]
- José Sartorio (28 d'agost de 1835–14 de setembre de 1835)[13]
- Juan Álvarez Mendizábal (14 de setembre de 1835–02 de maig de 1836)[13]
- José María Chacón Sarraoa (02 de maig de 1836–15 de maig de 1836)[13]
- Antonio Alcalá Galiano (15 de maig de 1836–14 d'agost de 1836)[13]
- Miguel Moreno (14 d'agost de 1836–18 d'agost de 1836)[13]
- Andrés García Camba (18 d'agost de 1836–11 de setembre de 1836)[13]

Passà a denominar-se Ministeri de Marina, Comerç i Governació d'Ultramar
- Ramón Gil de la Cuadra (11 de setembre de 1836–18 d'agost de 1837)[13]
- Evaristo Fernández San Miguel Valledor (18 d'agost de 1837–1 d'octubre de 1837)[13]
- Francisco Javier de Ulloa y Remírez de Laredo (1 d'octubre de 1837–16 de desembre de 1837)[13]
- Manuel Cañas (16 de desembre de 1837–6 de setembre de 1838)[13]
- Juan Antonio Aldama Irabien (6 de setembre de 1838–9 d'octubre de 1838)[13]
- Antonio Ponzoa Cebrián (9 d'octubre de 1838–6 de desembre de 1838)[13]
- José María Chacón Sarraoa (6 de desembre de 1838–10 de maig de 1839)[13]
- Casimiro Vigodet Guernica (10 de maig de 1839–12 de juny de 1839)[13]
- José Primo De Rivera (12 de juny de 1839–21 d'octubre de 1839)[13]
- Isidro Alaix (21 d'octubre de 1839–30 d'octubre de 1839)[13]
- Francisco Narváez (30 d'octubre de 1839–16 de novembre de 1839)[13]
- Manuel Montes de Oca (16 de novembre de 1839–8 d'abril de 1840)[13]
- Juan de Dios Sotelo Machín (8 d'abril de 1840–18 de juliol de 1840)[13]
- Francisco Armero Peñaranda (18 de juliol de 1840–11 de setembre de 1840)[13]
- Dionisio Capaz Rendón (11 de setembre de 1840–16 de setembre de 1840)[13]
- Joaquín de Frías (16 de setembre de 1840–20 de maig de 1841)[13]
- Andrés García Camba (21 de maig de 1841–25 de maig de 1842)[13]
- Evaristo Fernández San Miguel Valledor (26 de maig de 1842–17 de juny de 1842)[13]
- Dionisio Capaz Rendón (17 de juny de 1842–9 de maig de 1843)[13]
- Joaquín de Frías (9 de maig de 1843–19 de maig de 1843)[13]
- Olegario de los Cuetos i Castro (19 de maig de 1843–30 de juliol de 1843)[13]
- Joaquín de Frías (23 de juliol de 1843–1 de desembre de 1843)[13]
- José Filiberto Portillo (5 de desembre de 1843–3 de maig de 1844)[13]
- Francisco Armero Peñaranda (3 de maig de 1844–12 de febrer de 1846)[13]
- Juan Bautista Topete y Viaña (12 de febrer de 1846–16 de març de 1846)[13]
- Manuel de la Pezuela y Lobo-Cabrilla (16 de març de 1846–3 d'abril de 1846)[13]
- Jorge Pérez Lasso de la Vega (3 d'abril de 1846–5 d'abril de 1846)[13]
- Francisco Armero Peñaranda (5 d'abril de 1846–28 de gener de 1847)[13]

Passà a denominar-se Ministeri de Marina i Governació d'Ultramar
- José Baldasamo (28 de gener de 1847–15 de febrer de 1847)[13]

Passà a deniminar-se un altre cop Ministeri de Marina
- Alejandro Oliván Borruel (15 de febrer de 1847–28 de març de 1847)[13]
- Juan de Dios Sotelo Machín (28 de març de 1847–4 d'octubre de 1847)[13]
- Fernando Fernández de Cordova Valcárcel (5 d'octubre de 1847–24 d'octubre de 1847)[13]
- Manuel Bertrán de Lis Rives, (24 d'octubre de 1847–24 de desembre de 1847)[13]
- Mariano Roca de Togores Carrasco (24 de desembre de 1847–19 d'octubre de 1849)[13]
- José María Bustillo Barreda (19 d'octubre de 1849–20 d'octubre de 1849)[13]
- Mariano Roca de Togores Carrasco (20 d'octubre de 1849–14 de gener de 1851)[13]
- José María Bustillo Barreda (14 de gener de 1851–2 de juny de 1851)[13]
- Francisco Armero Peñaranda (2 de juny de 1851–3 de maig de 1852)[13]
- Casimiro Vigodet Guernica (3 de maig de 1852–13 de juny de 1852)[13]
- Joaquín Ezpeleta Enrile (13 de juny de 1852–14 de desembre de 1852)[13]
- Rafael Arístegui y Vélez (14 de desembre de 1852–14 d'abril de 1853)[13]
- Antonio Doral (14 d'abril de 1853–9 de setembre de 1853)[13]
- Agustín Esteban Collantes (9 de setembre de 1853–19 de setembre de 1853)[13]
- Mariano Roca de Togores y Carrasco (19 de setembre de 1853–17 de juliol de 1854)[13]
- Ángel Saavedra Ramírez de Baquedano (18 de juliol de 1854–20 de juliol de 1854)[13]
- José Félix Allende-Salazar Mazarredo (30 de juliol de 1854–8 de desembre de 1854)[13]
- Antonio Santa Cruz (8 de desembre de 1854–14 de juliol de 1856)[13]
- Pedro Bayarri (14 de juliol de 1856–12 d'octubre de 1856)[13]
- Francisco Lersundi Hormaechea (12 d'octubre de 1856–15 d'octubre de 1857)[13]
- Juan Salomón (15 d'octubre de 1857–25 d'octubre de 1857)[13]
- José María Bustillo Barreda (25 d'octubre de 1857–14 de gener de 1858)[13]
- José María Quesada (14 de gener de 1858–25 de novembre de 1858)[13]
- Leopoldo O'Donnell Joris (25 de novembre de 1858–27 de novembre de 1858)[13]
- José MacCrohon y Blake (27 de novembre de 1858–9 de juliol de 1860)[13]
- Juan Zavala de la Puente (9 de juliol de 1860–17 de gener de 1863)[13]
- José María Bustillo Barreda (17 de gener de 1863–27 de gener de 1863)[13]
- Augusto Ulloa (9 de febrer de 1863–2 de març de 1863)[13]
- Francesc de Mata i d'Alòs (3 de març de 1863–17 de gener de 1864)[13]
- Joaquín Gutiérrez Rubalcaba Casal (17 de gener de 1864–1 de març de 1864)[13]
- José Pareja Septién (1 de març de 1864–16 de setembre de 1864)[13]
- Francisco Armero Peñaranda (16 de setembre de 1864–21 de juny de 1865)[13]
- Juan Zavala De La Puente (21 de juny de 1865–10 de juliol de 1866)[13]
- Eusebio Calonge (10 de juliol de 1866–13 de juliol de 1866)[13]
- Joaquín Gutiérrez Rubalcaba Casal (13 de juliol de 1866–27 de juny de 1867)[13]
- Martín Belda (27 de juny de 1867–11 de febrer de 1868)[13]
- Carlos Marfori (11 de febrer de 1868–13 de febrer de 1868)[13]
- Severo Catalina del Amo (13 de febrer de 1868–23 d'abril de 1868)[13]
- Martín Belda (23 d'abril de 1868–19 de setembre de 1868)[13]
- José Gutiérrez de la Concha (19 de setembre de 1868–21 de setembre de 1868)[13]

### Junta Provisional, Regència i Amadeu I
- Antonio Estrada González Guiral (21 de setembre de 1868–8 d'octubre de 1868)[13]
- Juan Bautista Topete y Carballo (8 d'octubre de 1868–6 de novembre de 1869)[13]
- Joan Prim i Prats (6 de novembre de 1869–9 de gener de 1870)[13]
- Juan Bautista Topete y Carballo (9 de gener de 1870–20 de març de 1870)[13]
- José María Beránger y Ruiz de Apodaca (20 de març de 1870–5 d'octubre de 1871)[13]
- José Malcampo y Monge (5 d'octubre de 1871–26 de maig de 1872)[13]
- Juan Bautista Topete y Carballo (26 de maig de 1872–13 de juny de 1872)[13]
- José María Beránger y Ruiz de Apodaca (13 de juny de 1872–24 de febrer de 1873)[13]

### Primera República
- Jacobo Oreyro y Villavicencio (24 de febrer de 1873–11 de juny de 1873)[13]
- Federico Anrich (11 de juny de 1873–18 de juliol de 1873)[13]
- Jacobo Oreyro y Villavicencio (18 de juliol de 1873–4 de setembre de 1873)[13]
- José Oreyro y Villavicencio (4 de setembre de 1873–3 de gener de 1874)[13]
- Juan Bautista Topete y Carballo (3 de gener de 1874–13 de maig de 1874)[13]
- Rafael Rodríguez de Arias Villavicencio (13 de maig de 1874–31 de desembre de 1874)[13]

### Restauració borbònica
- Mariano Roca de Togores y Carrasco (31 de desembre de 1874–9 de febrer de 1875)[13]
- Antonio Cánovas del Castillo (9 de febrer de 1875–8 de juny de 1875)[13]
- Santiago Durán Lira (8 de juny de 1875–01 d'abril de 1876)[13]
- Juan Bautista Antequera y Bobadilla (01 d'abril de 1876–23 de setembre de 1877)[13]
- Francisco de Paula Pavía y Pavía (23 de setembre de 1877–9 de desembre de 1879)[13]
- Santiago Durán Lira (9 de desembre de 1879–8 de febrer de 1881)[13]
- Francisco de Paula Pavía Pavía (8 de febrer de 1881–9 de gener de 1883)[13]
- Arsenio Martínez-Campos Antón (9 de gener de 1883–13 de gener de 1883)[13]
- Rafael Rodríguez de Arias Villavicencio (13 de gener de 1883–13 d'octubre de 1883)[13]
- Carlos Valcárcel Usell de Gimbarda (13 d'octubre de 1883–18 de gener de 1884)[13]
- Juan Bautista Antequera y Bobadilla (18 de gener de 1884–13 de juliol de 1885)[13]
- Manuel de la Pezuela y Lobo (13 de juliol de 1885–27 de novembre de 1885)[13]
- José María Beránger y Ruiz de Apodaca (27 de novembre de 1885–10 d'octubre de 1886)[13]
- Rafael Rodríguez de Arias Villavicencio (10 d'octubre de 1886–21 de gener de 1890)[13]
- Juan Romero Moreno (21 de gener de 1890–5 de juliol de 1890)[13]
- José María Beránger y Ruiz de Apodaca (5 de juliol de 1890–5 de novembre de 1891)[13]
- Antonio Cánovas del Castillo (5 de novembre de 1891–23 de novembre de 1891)[13]
- Florencio Montojo Trillo (23 de novembre de 1891–11 de març de 1892)[13]
- José María Beránger y Ruiz de Apodaca (11 de març de 1892–11 de desembre de 1892)[13]
- José López Domínguez (11 de desembre de 1892–14 de desembre de 1892)[13]
- Pascual Cervera y Topete (14 de desembre de 1892–23 de març de 1893)[13]
- Manuel Pasquín de Juan (12 de març de 1894–23 de març de 1895)[13]
- José María Beránger y Ruiz de Apodaca (23 de març de 1895–4 d'octubre de 1897)[13]
- Segismundo Bermejo y Merelo (4 d'octubre de 1897–18 de maig de 1898)[13]
- Ramón Auñón y Villalón (18 de maig de 1898–4 de març de 1899)[13]
- José Gómez-Imaz Simón (5 de març de 1899–18 d'abril de 1900)[13]
- Francisco Silvela Le Vielleuze (18 d'abril de 1900–23 d'octubre de 1900)[13]
- Marcelo Azcárraga Palmero (23 d'octubre de 1900–31 d'octubre de 1900)[13]
- José Ramos Izquierdo Castañeda (31 d'octubre de 1900–6 de març de 1901)[13]
- Cristóbal Colón De La Cerda (6 de març de 1901–6 de desembre de 1902)[13]
- Joaquín Sánchez de Toca Calvo (6 de desembre de 1902–20 de juliol de 1903)[13]
- Eduardo Cobián y Roffignac (20 de juliol de 1903–5 de desembre de 1903)[13]
- José Ferrándiz y Niño (5 de desembre de 1903–16 de desembre de 1904)[13]
- Marcelo Azcarraga Palmero (16 de desembre de 1904–6 de gener de 1905)[13]
- Eduardo Cobián y Roffignac (6 de gener de 1905–23 de juny de 1905)[13]
- Miguel Villanueva Gómez (23 de juny de 1905–31 d'octubre de 1905)[13]
- Valerià Weyler Nicolau (31 d'octubre de 1905–1 de desembre de 1905)[13]
- Víctor María Concas i Palau (4 de desembre de 1905–6 de juliol de 1906)[13]
- Juan Alvarado y del Saz (6 de juliol de 1906–30 de novembre de 1906)[13]
- Santiago Alba Bonifaz (30 de novembre de 1906–4 de desembre de 1906)[13]
- Juan Jácome Pareja (9 de desembre de 1906–25 de gener de 1907)[13]
- José Ferrándiz y Niño (25 de gener de 1907–21 d'octubre de 1909)[13]
- Víctor María Concas i Palau (21 d'octubre de 1909–9 de febrer de 1910)[13]
- Diego Arias de Miranda y Goytia (9 de febrer de 1910–3 d'abril de 1911)[13]
- José Pidal Rebollo (3 d'abril de 1911–31 de desembre de 1912)[13]
- Amalio Gimeno y Cabañas (31 de desembre de 1912–27 d'octubre de 1913)[13]
- Augusto Miranda y Godoy (27 d'octubre de 1913–11 de juny de 1917)[13]
- Manuel de Flórez y Carrió (11 de juny de 1917–3 de novembre de 1917)[13]
- Amalio Gimeno y Cabañas (3 de novembre de 1917–22 de març de 1918)[13]
- José Pidal Rebollo (22 de març de 1918–20 de juliol de 1918)[13]
- Augusto Miranda y Godoy (20 de juliol de 1918–9 de novembre de 1918)[13]
- José María Chacón Pery (9 de novembre de 1918–15 d'abril de 1919)[13]
- Augusto Miranda y Godoy (15 d'abril de 1919–20 de juliol de 1919)[13]
- Manuel de Flórez y Carrió (20 de juliol de 1919–17 de març de 1920)[13]
- Eduardo Dato e Iradier (5 de maig de 1920 al 8 de març de 1921)[13]
- Joaquín Fernández Prida (13 de març de 1921 al 14 d'agost de 1921)[13]
- José Gómez Acebo (14 d'agost de 1921 al 08 de març de 1922)[13]
- Mariano Ordóñez García (08 de març de 1922 al 01 d'abril de 1922)[13]
- José Rivera y Álvarez-Camero (01 d'abril de 1922 al 07/12/1922)[13]
- Luis Silvela Casado (07 de desembre de 1922 al 16 de desembre de 1923)[13]
- Juan Bautista Aznar-Cabañas (16 de febrer de 1923 al 15 de setembre de 1923)[13]

### Miguel Primo de Rivera i Dámaso Berenguer
- Gabriel Antón Iboleón (15 de setembre de 1923–5 de febrer de 1924)[13]
- Federico Ibáñez y Valera (5 de febrer de 1924–12 de febrer de 1924)[13]
- Ignacio Pintado y Gough (12 de febrer de 1924–25 de maig de 1924)[13]
- Honorio Cornejo y Carvajal (25 de maig de 1924–3 de novembre de 1928)[13]
- Mateo García de Los Reyes (3 de novembre de 1928–30 de gener de 1930)[13]
- Salvador Carvia y Caravaca (30 de gener de 1930–18 de febrer de 1931)[13]
- José Rivera y Álvarez-Camero (19 de febrer de 1931–14 d'abril de 1931)[13]

### Segona República
- Santiago Casares Quiroga (14 d'abril de 1931–14 d'octubre de 1931)[13]
- José Giral Pereira (14 d'octubre de 1931–12 de juny de 1933)[13]
- Lluís Companys Jover (12 de juny de 1933–12 de setembre de 1933)[13]
- Vicente Iranzo Enguita (12 de setembre de 1933–8 d'octubre de 1933)[13]
- Leandro Pita Romero (8 d'octubre de 1933–16 de desembre de 1933)[13]
- Juan José Rocha i García (16 de desembre de 1933–23 de gener de 1935)[13]
- Gerardo Abad Conde (23 de gener de 1935–3 d'abril de 1935)[13]
- Francisco Javier de Salas González (3 d'abril de 1935–6 de maig de 1935)[13]
- Antonio Royo Villanova (6 de maig de 1935– 25 de setembre de 1935)[13]
- Pere Rahola i Molinas (25 de setembre de 1935–14 de desembre de 1935)[13]
- Francisco Javier de Salas González (14 de desembre de 1935–30 de desembre de 1935)[13]
- Antonio Azarola Gresillón (30 de desembre de 1935–19 de febrer de 1936)[13]
- José Giral Pereira (19 de febrer de 1936–22 d'agost de 1936)[13]
- Francisco Matz Sánchez (22 d'agost de 1936–4 de setembre de 1936)[13]

Passà a denominar-se Ministeri de Marina i Aire
- Indalecio Prieto Tuero, (4 de setembre de 1936–17 de maig de 1937)[13]

S'integra al Ministeri de Defensa Nacional

### Època de Franco
- Salvador Moreno Fernández (9 d'agost de 1939–20 de juliol de 1945)[14]
- Francisco Regalado Rodríguez (20 de juliol de 1945–19 de juliol de 1951)[14]
- Salvador Moreno Fernández (19 de juliol de 1951–25 de febrer de 1957)[14]
- Felipe José Abárzuza y Oliva (25 de febrer de 1957–10 de juliol de 1962)[14]
- Pedro Nieto Antúnez (10 de juliol de 1962–29 d'octubre de 1969)[14]
- Adolfo Baturone Colombo (29 d'octubre de 1969–11 de juny de 1973)[14]
- Gabriel Pita da Veiga y Sanz (11 de juny de 1973–12 de desembre de 1975)[14]

### Transició democrática
- Gabriel Pita da Veiga y Sanz (12 de desembre de 1975–14 d'abril de 1977)[14]
- Pascual Pery Junquera (14 d'abril de 1977–4 de juliol de 1977)[14]

S'integra al Ministeri de Defensa.